# دبلیو ارل براون
دبلیو ارل براون (انگلیسی: W. Earl Brown؛ زادهٔ ۷ سپتامبر ۱۹۶۳) یک هنرپیشه اهل ایالات متحده آمریکا است.

## گزیده فیلمشناسی
از فیلم‌ها یا برنامه‌های تلویزیونی که وی در آن نقش داشته‌است می‌توان به آثار زیر اشاره کرد.
- بازافروختگی (فیلم) (۱۹۹۱)
- کابوس جدید وس کریون (۱۹۹۴)
- بدون مدرک (۱۹۹۵)
- خون‌آشام در بروکلین (۱۹۹۵)
- جیغ (فیلم) (۱۹۹۶)
- دختران را ببوس (فیلم) (۱۹۹۷)
- تأثیر عمیق (فیلم) (۱۹۹۸)
- یه چیزی راجع به مری هست (۱۹۹۸)
- جان مالکوویچ بودن (۱۹۹۹)
- رقص در بلو ایگوانا (۲۰۰۰)
- آسمان وانیلی (۲۰۰۱)
- شکر و ادویه (۲۰۰۱)
- آخرین شلیک (۲۰۰۴)
- آلامو (فیلم ۲۰۰۴) (۲۰۰۴)
- سپید بزرگ (۲۰۰۵)
- آخرین حرف (۲۰۰۸)
- جلسه‌ها (فیلم) (۲۰۱۲)
- استاد (فیلم ۲۰۱۲) (۲۰۱۲)
- رنجر تنها (فیلم ۲۰۱۳) (۲۰۱۳)
- وحشی (فیلم ۲۰۱۴) (۲۰۱۴)
- روز عضوگیری (فیلم ۲۰۱۴) (۲۰۱۴)
- عشاء ربانی سیاه (۲۰۱۵)
- ساینفلد (۱۹۹۴)
- بلا مافیا (۱۹۹۷)
- میت لوف (۲۰۰۰)
- ارواح گمشده (۲۰۰۰)
- آنجل (مجموعه تلویزیونی ۱۹۹۹) (۲۰۰۰)
- سی‌اس‌آی (۲۰۰۱)
- افسون‌شده (۲۰۰۱)
- ولف لیک (۲۰۰۱)
- پرونده‌های ایکس (۲۰۰۲)
- شش فوت زیر زمین (۲۰۰۲)
- سی‌اس‌آی: میامی (۲۰۰۵)
- ددوود (۲۰۰۴–۰۶)
- غیب‌گو (مجموعه تلویزیونی) (۲۰۰۷)
- منتالیست (۲۰۰۸)
- سی‌اس‌آی (۲۰۰۹)
- بلادورث (۲۰۱۰)
- موجه (مجموعه تلویزیونی) (۲۰۱۰)
- داستان ترسناک آمریکایی (۲۰۱۱)
- مهره سوخته (۲۰۱۱)
- پادشاهان فرار (۲۰۱۱)
- ادراک (مجموعه تلویزیونی) (۲۰۱۲)
- متل بیتس (۲۰۱۳)
- شلیک مرگ (۲۰۱۳)
- آناتومی گری (مجموعه تلویزیونی) (۲۰۱۴)
- جرم آمریکایی (مجموعه تلویزیونی) (۲۰۱۵)
- کارآگاه حقیقی (۲۰۱۵)
- آرچر (سریال) (۲۰۱۶)
- واعظ (مجموعه تلویزیونی) (۲۰۱۶–۱۷)